# شبکه بین‌المللی مدیریت مشارکتی آبیاری
شبکه بین‌المللی مدیریت مشارکتی آبیاری ((INPIM) انگلیسی: International Network of Participatory Irrigation Management) تشکیلاتی غیرانتفاعی و غیردولتی می‌باشد که در سال ۱۹۹۵ تشکیل شده‌است. دفتر مرکزی این مؤسسه بین‌المللی تا سال ۲۰۰۶ در واشینگتن مستقر بوده که بعد از آن به کشور پاکستان شهر اسلام‌آباد انتقال یافته‌است. این تشکیلات دارای رابطه نزدیکی با بانک جهانی می‌باشد. هدف شبکه بین‌المللی مدیریت مشارکتی آبیاری ایجاد سیستم‌های پایدار آبیاری از طریق اصلاحات بنیادی می‌باشد. ظرفیت سازی در مدیریت آبیاری برای توسعه و تشکیل انجمن‌های آبیاری از جمله دیگر اهداف این مؤسسه بین‌المللی می‌باشد.
هم اکنون شبکه بین‌المللی مدیریت مشارکتی آبیاری مرکزی مهم جهت تبادل ایده‌ها و اطلاعات کارشناسان علاقه‌مند در خصوص موضوع انتقال مدیریت آبیاری است.
این شبکه بیش از ۱۰۰۰ عضو کارشناس در بیش از ۴۰ کشور دنیا دارد و تا کنون ۱۰ سمینار بین‌المللی با موضوع مدیریت مشارکتی آبیاری و دو سمینار با موضوع ظرفیت‌سازی در مدیریت آبیاری و زهکشی برگزار کرده‌است. دهمین سمینار این مؤسسه بین‌المللی در اردیبهشت ماه سال ۱۳۸۶ در تهران برگزار شد.